# José Eugenio de Baviera
El infante José Eugenio de Baviera y Borbón (Madrid, 26 de marzo de 1909 - Niza, 16 de agosto de 1966) fue un príncipe español, militar y musicólogo.

## Biografía
Nació en el palacio de la Cuesta de la Vega, residencia de sus padres en la corte. Fueron sus padres la infanta María Teresa, hermana de Alfonso XIII y su marido don Fernando de Baviera, infante de España y príncipe de Baviera, era su segundo hijo. Días antes de su nacimiento, el rey dispuso que el príncipe o princesa que naciese sería infante de España. El 1 de abril de 1909, fue bautizado siendo sus padrinos los reyes Alfonso XIII y Victoria Eugenia.
Quedó huérfano de madre en 1912. Pasó su infancia en el palacio de la Cuesta de la Vega junto con sus hermanos y la segunda esposa de su padre, María Luisa de Silva y Fernández de Henestrosa, duquesa de Talavera de la Reina.
Ingresó en la Academia Militar con el número uno, llegando a ser teniente coronel de ingenieros y profesor de electricidad en la Escuela Politécnica de Madrid. 
Sus abuelos paternos, los príncipes Luis Fernando de Baviera y su esposa la infanta doña Paz, le inculcaron su amor por la música. Fue pianista y musicólogo, estudiando en París con Alfred Cortot y Marguerite Long. Llegó a ser académico de la Real Academia de San Fernando y director de la misma.
Acompañó a don Juan, conde de Barcelona en su incursión a España el 1 de agosto de 1936, una vez estallada la Guerra Civil. El conde de Barcelona utilizó en ese viaje el nombre de Juan López y el infante José Eugenio, el de José Martínez. Posteriormente, combatió en el bando franquista, llegando a participar en la Batalla de Teruel. Tuvo que retirarse de esta batalla a raíz de una fuerte infección.
Murió el 16 de agosto de 1966 como resultado de una neumonía que arrastraba desde hacía varios años.

## Matrimonio y descendencia
Casó en San Juan de Luz (Francia) el 25 de julio de 1933 con María de la Asunción Solange de Messía y Lesseps, nombrada condesa de Odiel por Alfonso XIII en ese mismo día.
Tuvieron cuatro hijos:
- María Cristina de Baviera y Mesía, (1935-2014)
- Fernando de Baviera y Mesía, que casó con Sofía de Aquer y  Aris y tuvo una sola hija: (1937-1999)
  - Cristina de Baviera y Arquer. (1974-)
- María Teresa de Baviera y Mesía, (1941-) el 23 de noviembre de 1963 en Madrid con Alfonso Márquez Patiño, hijo de María del Rosario Patiño y Losada (1902-1942), III duquesa de Grimaldi y José María Márquez y Castillejo (1892-1972), IX marqués de Montefuerte.[16]
- Luis Alfonso de Baviera y Mesía (1942-1966).[17]

## Títulos, órdenes y empleos

### Títulos
- 26 de marzo de 1909 - 16 de agosto de 1966: Su Alteza Real el Serenísimo Señor Infante don José Eugenio de Baviera.[6][18]
- 26 de marzo de 1909 - 3 de agosto de 1914: Príncipe de Baviera.[19][1][18][15]

### Órdenes

#### Reino de España
- 15 de julio de 1924: Caballero de la Orden del Toisón de Oro.[20][2]
- Orden de Carlos III.
  - 6 de diciembre de 1930: Caballero del Collar.[21][2]
  - 3 de marzo de 1928: Caballero gran cruz.[22][2]
- 3 de marzo de 1928: Caballero gran cruz de la Orden de Isabel la Católica.[22][2]
- 25 de marzo de 1931: Caballero de la Orden de Santiago.[23][2]
- Enero de 1930: Caballero del Real Cuerpo de la Nobleza de Madrid.[24]
- 1 de abril de 1965: Caballero gran cruz de la Orden de Alfonso X el Sabio.[25]

#### Extranjeras
- Caballero de la Orden de San Jenaro.[2] ( Reino de las Dos Sicilias)
- Bailío gran cruz de honor y devoción de la Orden de San Juan vulgo de Malta.[2] ( Orden de Malta
- Caballero gran cruz de la Sagrada Orden Militar Constantiniana de San Jorge.[9] ( Ducado de Parma)

### Cargos
- Real Academia de Bellas Artes de San Fernando.
  - Febrero de 1963 - 16 de agosto de 1966: Director.[2]
  - 1949: Académico de número.[2]

### Individuales
1. 1 2 3 4  Campo, Carlos Robles do (2009). «Los Infantes de España tras la derogación de la Ley Sálica (1830)». Anales de la Real Academia Matritense de Heráldica y Genealogía (12): 329-384. ISSN 1133-1240. Consultado el 19 de agosto de 2019.
2. 1 2 3 4 5 6 7 8 9 10 11 12 13 14  «José Eugenio de Baviera y Borbón | Real Academia de la Historia». dbe.rah.es. Consultado el 11 de noviembre de 2018.
3. ↑  «Participando haber dado á luz un robusto infante, á las dos de la tarde del día de ayer, S.A.R. la Serenísima Señora Infanta Doña María Teresa.». Gaceta de Madrid. 27 de marzo de 1909.
4. ↑  «ABC (Madrid) - 27/03/1909, p. 10 - ABC.es Hemeroteca». hemeroteca.abc.es. Consultado el 11 de noviembre de 2018.
5. ↑  «Acta de nacimiento y presentación del Infante que ha dado á luz S. A. R. la Serenísima Señora Infanta María Teresa.». Gaceta de Madrid. 28 de marzo de 1909.
6. 1 2  «Real decreto otorgando prerrogativas de Infante de España al Príncipe ó Princesa que dé á luz Su Alteza Real la Infanta Doña María Teresa.». Gaceta de Madrid. 23 de marzo de 1909.
7. ↑  «ABC (Madrid) - 02/04/1909, p. 7 - ABC.es Hemeroteca». hemeroteca.abc.es. Consultado el 11 de noviembre de 2018.
8. ↑  «Ceremonial aprobado por S. M. el Rey (q.D.g.), para la solemne y religiosa ceremonia de administrar el Santo Sacramento del Bautismo á S. A. R. el Infante que dio á luz la Serma, Señora Infanta Doña María Teresa.». Gaceta de Madrid. 2 de abril de 1909.
9. 1 2 3  «ABC (Madrid) - 17/08/1966, p. 31 - ABC.es Hemeroteca». hemeroteca.abc.es. Consultado el 11 de noviembre de 2018.
10. ↑  «Tropas de los Generales Varela y Aranda avanzando hacia Teruel». Biblioteca Digital Hispánica. pp. 175-176.
11. ↑  «ABC SEVILLA (Sevilla) - 28/07/1933, p. 1 - ABC.es Hemeroteca». hemeroteca.abc.es. Consultado el 12 de noviembre de 2018.
12. ↑  «ABC SEVILLA (Sevilla) - 28/07/1933, p. 8 - ABC.es Hemeroteca». hemeroteca.abc.es. Consultado el 12 de noviembre de 2018.
13. ↑  «ABC (Madrid) - 02/07/1933, p. 24 - ABC.es Hemeroteca». hemeroteca.abc.es. Consultado el 12 de noviembre de 2018.
14. ↑  «ABC (Madrid) - 22/07/1933, p. 28 - ABC.es Hemeroteca». hemeroteca.abc.es. Consultado el 12 de noviembre de 2018.
15. 1 2  Balansó, 1998, pp. 190-191.
16. ↑  «Boda de don Alfonso Márquez y Patiño con la princesa María Teresa de Baviera». ABC. 27 de noviembre de 1963. p. 105.
17. ↑  «Luis Alfonso de Baviera y Messia». gw.geneanet.org. Consultado el 9 de abril de 2019.
18. 1 2  Guía Oficial de España. 1916. p. 73.
19. ↑  Bayerisches Statistisches Landesamt (1908). Hof- und Staats-handbuch des Königreichs Bayern (en alemán). Im königlichen Central -Schulbücher-Verlage. Consultado el 15 de marzo de 2019.
20. ↑  «Real decreto nombrando Caballero de la Insigne Orden del Toisón de Oro a Su Alteza Real el Serenísimo Señor Infante de España Don José de Baviera y Borbón.». Gaceta de Madrid. 16 de julio de 1924.
21. ↑  «Real decreto concediendo el Collar de la Real y Distinguida Orden de Carlos III al Serenísimo Señor Infante D. José Eugenio de Baviera y Borbón.». Gaceta de Madrid. 19 de diciembre de 1930.
22. 1 2  «Real decreto concediendo a S. A. R. el Sermo, Señor Infante D. José Eugenio de Baviera y de Borbón las Grandes Cruces de las Reales Ordenes de Carlos III e Isabel la Católica.». Gaceta de Madrid. 6 de marzo de 1928.
23. ↑  «Reales decretos haciendo Merced de Hábito de Caballeros de la Orden Militar de Santiago a D. Luis Alfonso y a D. José Eugenio de Baviera y Borbón y Austria, Infantes de España.». Gaceta de Madrid. 26 de marzo de 1931.
24. ↑  «Efeméride: Ingreso de SS. AA. RR los Infantes D. Luis Alfonso y D. José Eugenio (Enero 1931).». www.rcnoblezademadrid.es. Archivado desde el original el 12 de noviembre de 2018. Consultado el 11 de noviembre de 2018.
25. ↑  «Decreto 1111/1965, de 1 de abril, por el que se concede la Gran Cruz de la Orden Civil de Alfonso X el Sabio a Su Alteza Real don José Eugenio de Baviera y Borbón.». Boletín Oficial del Estado. 1 de mayo de 1865.